# Луї Мішель
Луї Мішель (фр. Louis Michel; нар. 2 вересня 1947) — бельгійський політик. Працював в уряді Бельгії Міністром закордонних справ з 1999 по 2004 і був Комісаром ЄС з питань розвитку і гуманітарної допомоги з 2004 по 2009. З 2009 є членом Європейського парламенту. Мішель є видатним членом франкомовної ліберальної партії Mouvement Réformateur.

## Рання професійна кар'єра
З 1968 по 1978, перед тим як присвятити своє життя політиці, Луї Мішель викладав англійську, голландську та німецьку мови у загальноосвітній школі м. Жодойн, невеликого містечка за 25 миль від Брюсселю.

## Політична кар'єра
з 1967 по 1977 очолював Молодих лібералів в районі Нівеллєс. З 1977 по 1983 був намісником y Жодойні, з 1980 по 1982 генеральним секретарем Партії ліберальних реформістів (ПЛР), а з 1982 по 1990 і з 1995 по 1999 її очолював.
Він був членом Бельгійського федерального парламенту з 1978 по 2004, вперше як представник (1978—1999), а потім як сенатор (1999—2004).
Він був Міністром закордонних справ і Віце-прем'єром Бельгії з 1999 по 2004, аж до липня 2004, коли уряд Гі Вергофстадта призначив його кандидатом від Бельгії на заміну колишнього Комісара Філіппа Бускіна. Офіційно був призначений комісаром 12 серпня 2004.
З 1983 є мером муніципалітету Жодойну.
Луї Мішель віддалився від ЄС у період з 12 травня по 10 червня 2007 року аби подбати про його політичну партію у зв'язку з виборами 10 червня 2007.
У липні 2009 пішов з посади Комісара ЄС і став членом Європейського парламенту.
Він також є почесним членом комітету Фонду Жака Ширака за стабільний розвиток і культурний діалог з початку його запуску у 2008 році колишнім президентом Жаком Шираком з метою підвищення миру у світі.

## Нагороди
У 1995 йому було присвоєно звання Державного Міністра, почесного титулу, який надається видатним бельгійським політикам.
- Лицар, Офіцер і Командор Ордену Леопольда (Бельгійського)
- Великий хрест Шведського Королівського Ордена Полярної зірки
- Великий хрест ордена «Infante Dom Henrique»
- Великий хрест Ордена Оранських-Нассау
- Великий хрест Ордена Ізабелли Католицької
- Великий хрест Ордену Даннеброга

## Демократична Республіка Конго
Луї Мішель цікавився ситуацією у Центральній Африці, зокрема у Демократичній Республіці Конго ще тоді, коли був Міністром закордонних справ Бельгії (1999—2004) і Комісаром ЄС з питань розвитку і гуманітарної допомоги.
З 2001 року Мішель закликав до мирного процесу в Демократичній Республіці Конго, який міг би офіційно завершити Другу війну у Конго шляхом створення Перехідного уряду Демократичної Республіки Конго у (червні 2003 — червні 2006 р.). Основними завданнями цього уряду було підтримання миру шляхом об'єднання військових загонів у регулярну армію, проведення виборів 30 червня 2006 і ратифікація нової Конституції на референдумі.
17 січня 2008 під час лекції Європа-Африка: незамінне партнерство у Лондонській школі економіки Мішель був звинуваченим конголезькими протестуючими у причетності до встановлення маріонеткового уряду у Конго. Зустріч була передчасно завершена з метою уникнення загострення ситуації.